# Mahindra Radhakishun
Mahindra Radhakishun (28 februari 1955 – 3 maart 2012) was een Surinaams radio-omroeper, presentator en programmamaker voor de omroep Radio Radika. Tussen 1982 en  1987 was hij journalist voor de Nederlandse zender Radio Nederland Wereldomroep en de krant Het Parool.

## Biografie

### Kinderjaren
Mahindra Radhakishun was de oudste van zeven kinderen van Sew en Roshnie Radhakishun. Hij groeide op aan de Keizerstraat in Paramaribo en vanaf zijn zevende aan het Pad van Wanica (Beekhuyzen).

### Radika
Sinds de verhuizing runden zijn ouders de radiozender Radika. Hij hielp hier als kind al aan mee, als omroeper van het kinderprogramma om liedjes als Dikkertje Dap aan te kondigen en de leus Jeh hai Radika, Radio Dihaat ki Awaaz af te roepen. Vanaf zijn veertiende verzorgde hij met zijn zusje Chitra en broertje Rajendra het tienerprogramma Machira. Toen zijn vader in 1971 overleed, was hij op 16-jarige leeftijd ineens de oudste man van een gezin dat voor niemand bang was, terwijl hij zelf conflicten het liefst ontweek. Zus/nicht Saraswati had met zijn vader de nieuwsuitzendingen verzorgd en toen zij trouwde en het huis verliet, kreeg hij die uitzendingen er ook bij, wat ten koste ging van de tijd die hij had moeten steken in het eindexamenjaar op het Surinaams Lyceum (later Miranda Lyceum). Hij trouwde op relatief jonge leeftijd. Voor zijn vakkundigheid kreeg hij complimenten van bekende journalisten, onder wie Bram Behr.

### Militairen en aanslag
Na de staatsgreep van 1980 uitte de zender kritiek op het militaire regime en kreeg Radika zelfs een tijd een uitzendverbod vanwege opruiende taal tegen het regime. In de nacht van 7 op 8 december 1982 werd het station met granaten bestookt en in de as gelegd, evenals op dat moment de panden van de radiozender ABC, de vakfederatie Moederbond en de krant De Vrije Stem. Het leger eiste de verantwoordelijkheid voor de aanslagen openlijk voor zich op. Voor de familie Radhakishun betekende het dat ze niet meer veilig was. Het gezin vluchtte naar Nederland en kon niets meenemen. Van de ene op andere dag waren ze straatarm en afhankelijk van anderen. In Nederland had hij nogal spijt dat hij het eindexamenjaar op het lyceum in Suriname niet succesvol had afgerond. Hij vond weliswaar werk als journalist, zoals voor de zender Radio Nederland Wereldomroep, de krant Het Parool en verschillende Surinaamse organisaties, maar beleefde het daar niet met dezelfde passie en missie dan hij thuis bij Radika had gekend.

### Terugkeer
In 1987 keerde hij met zijn moeder terug naar Suriname. Hij kende het land niet meer terug en ook de passie en missie die hij ervoor voelde, kreeg hij niet meer terug. Hij bleef niettemin bij zijn moeder om de wederopbouw van Radika te laten slagen. Het radiostation moest van de grond af worden opgebouwd. Vanaf 1990 zond Radio Radika weer uit, later kwam er ook nog een televisiestation bij. Het was vooral de komst van zijn zoon Naveen die bij hem een deel van het plezier in het omroepvak terugbracht.